# Bardo (gmina)
Bardo – gmina miejsko-wiejska w województwie dolnośląskim, w powiecie ząbkowickim. W latach 1975–1998 gmina położona była w województwie wałbrzyskim.
Siedziba gminy to Bardo.
Według danych z 30 czerwca 2004 gminę zamieszkiwało 5675 osób. Natomiast według danych z 31 grudnia 2019 roku gminę zamieszkiwało 5286 osób.
Według danych z 30 czerwca 2020 roku gminę zamieszkiwało 5236 osób.

## Struktura powierzchni
Według danych z roku 2002 gmina Bardo ma obszar 73,41 km², w tym:
- użytki rolne: 43%
- użytki leśne: 48%

Gmina stanowi 9,16% powierzchni powiatu.

## Demografia

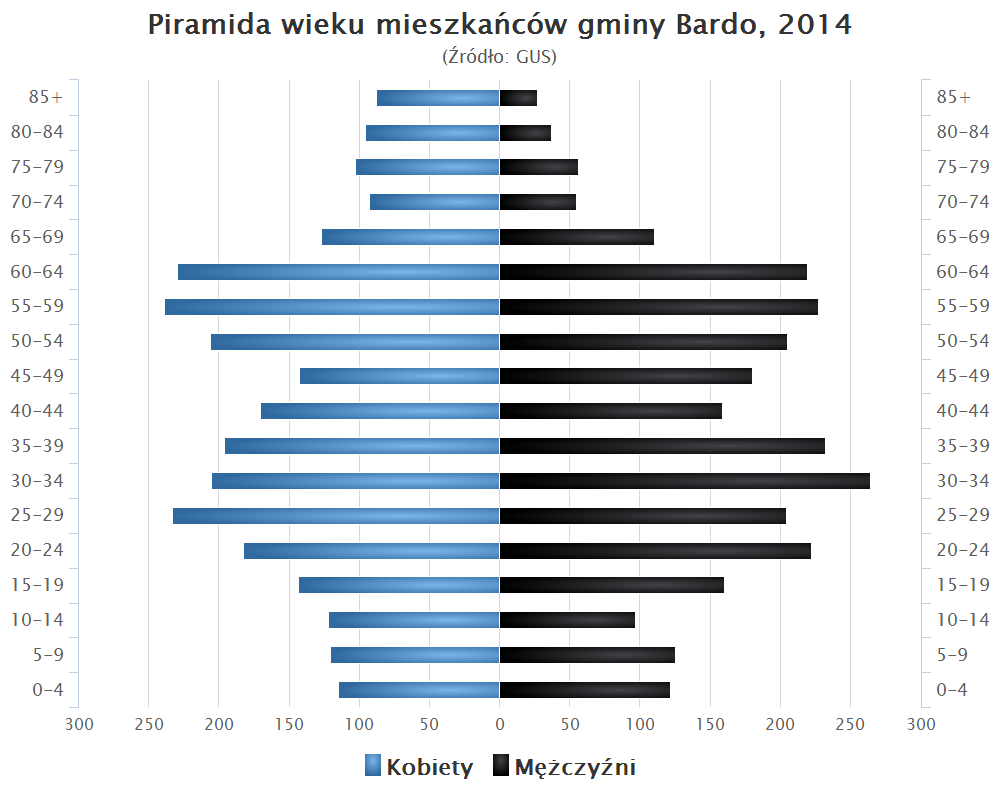
Piramida wieku mieszkańców gminy Bardo w 2014 roku

Dane z 30 czerwca 2004:
| Opis                              | Ogółem | Ogółem | Kobiety | Kobiety | Mężczyźni | Mężczyźni |
| --------------------------------- | ------ | ------ | ------- | ------- | --------- | --------- |
| Jednostka                         | osób   | %      | osób    | %       | osób      | %         |
| Populacja                         | 5675   | 100    | 2945    | 51,9    | 2730      | 48,1      |
| Gęstość zaludnienia [mieszk./km²] | 77,3   | 77,3   | 40,1    | 40,1    | 37,2      | 37,2      |

## Ochrona przyrody
Na obszarze gminy znajdują się następujące rezerwaty przyrody:
- rezerwat przyrody Cisowa Góra – chroni liczne zgrupowania cisów na północnym stoku Góry Buczek;
- rezerwat przyrody Cisy – chroni naturalne stanowiska cisa w środkowo-wschodniej granicy jego zasięgu w Polsce.

## Sołectwa
Brzeźnica, Dębowina, Dzbanów, Grochowa, Janowiec, Laskówka, Opolnica, Potworów, Przyłęk.

## Sąsiednie gminy
Kamieniec Ząbkowicki, Kłodzko, Stoszowice, Ząbkowice Śląskie, Złoty Stok